# Aabybro Idrætsforening
Aabybro Idrætsforening (AAIF) er en fodboldklub i Aabybro, som blev stiftet i 1920. Klubben har cirka 500 medlemmer. Klubbens førstehold på herresiden spiller i Jyllandsserien, hvilket klubbens kvindehold ligeledes gør.[kilde mangler]